# Glenrose Xaba
Glenrose Xaba (* 31. Dezember 1994) ist eine südafrikanische Leichtathletin, die sich auf den Langstreckenlauf spezialisiert hat.

## Sportliche Laufbahn
Erste Erfahrungen bei internationalen Meisterschaften sammelte Glenrose Xaba bei den Crosslauf-Weltmeisterschaften 2013 in Bydgoszcz, bei denen sie in 20:31 min den 45. Platz im U20-Rennen belegte. 2016 gelangte sie bei den Afrikameisterschaften in Durban mit 36:32,37 min auf Rang elf im 10.000-Meter-Lauf und bei den Crosslauf-Weltmeisterschaften 2017 in Kampala lief sie nach 37:17 min auf Rang 64 ein. Im Jahr darauf wurde sie bei den Crosslauf-Afrikameisterschaften 2018 in Ech Cheliff in 39:04 min 20. Bei den Crosslauf-Weltmeisterschaften 2019 in Aarhus gelangte sie nach 40:41 min auf Rang 67 und im Juli wurde sie in 1:11:09 h Dritte beim Nelson Mandela Bay Half Marathon. 2020 wurde sie beim Neapel-Halbmarathon in 1:09:30 h Dritte und bei den Halbmarathon-Weltmeisterschaften in Gdynia lief sie nach 1:09:26 h auf Platz 16 ein. 2021 siegte sie in 1:09:30 h beim Nelson Mandela Bay Half Marathon im Jahr darauf belegte sie bei den Afrikameisterschaften in Port Louis mit 32:45,05 min auf Rang sechs über 10.000 Meter. Bei den Crosslauf-Weltmeisterschaften 2023 in Bathurst wurde sie nach 37:08 min 42. im Einzelrennen und im Oktober wurde sie bei den Straßenlauf-Weltmeisterschaften 2023 in Riga nach 1:09:47 h Zwölfte im Halbmarathon. Im Jahr darauf wurde sie bei den Crosslauf-Weltmeisterschaften in Belgrad nach 34:20 min 32. im Einzelbewerb. 
In den Jahren 2016 und 2017, 2019 sowie 2021 und 2022 wurde Xaba südafrikanische Meisterin im 10.000-Meter-Lauf sowie 2021 auch im Halbmarathon und 2019 und 2024 im 10-km-Straßenlauf.

## Persönliche Bestzeiten
- 5000 Meter: 15:25,92 min, 29. Juni 2022 in Lüttich
- 10.000 Meter: 32:04,08 min, 8. März 2024 in Pretoria
- 10-km-Straßenlauf: 32:17 min, 24. März 2024 in Kapstadt
- Halbmarathon: 1:08:37 h, 3. Juni 2023 in Gqeberha